# 松本恒平
松本 恒平（まつもと こうへい、1980年1月19日 - ）は、日本の整体師、著述家。整体院ボディーケア松本代表。癒楽心体療法創始者。京都産業大学外国語学部中国語学科卒業。柔道整復師、カイロプラクター、オステオパスなど複数の資格を持ち、国内外で施術・教育活動を行っている。

## 経歴
島根県安来市生まれ。安来第一中学校、安来高等学校を経て京都産業大学へ進学。在学中に吉本興業NSC第25期生として活動し、芸人「松本」として銀シャリやジャルジャルらと同期に所属。
その後、柔道整復学を学び国家資格を取得。さらに、カイロプラクティック（B.csc）とオステオパシー（D.O.）の国際基準プログラムを修了。関西医療大学準研究員として自律神経や筋酸素動態に関する研究に従事した。

## 活動

### 癒楽心体療法
2011年、独自の整体理論「癒楽心体療法（ゆらくしんたいりょうほう）」を創始。解剖学・生理学・発生学に基づいた技術体系であり、各種古典療法や欧米の臨床技術を融合させた整体メソッドを開発・指導している。

### 資格・修了履歴
- 柔道整復師（国家資格）
- カイロプラクティックB.csc（Bachelor of Chiropractic Science）
- オステオパス D.O.
- International Chiropractic College 修了
- WHO基準のオステオパシー国際プログラム修了（4,000時間）
- 解剖実習修了：和歌山県立医科大学、クリーブランドカイロ大学、カリフォルニア州立大学など

## 音楽・芸能活動
学生時代に吉本興業で芸人として活動。後年は音楽活動「PineBook」として、Apple Music Japanトップアーティスト46位にランクイン。また、TBS「ひるおび」やABCテレビ「おはよう朝日です」のエンディングテーマにも起用された。

## 著書
- 『1日3分! 関節アングル整体でゆがみを治す!』（さくら舎、2016年、ISBN 978-4-86581-047-9）
- 『ハイパフォーマンスな人が実践する究極の免疫セルフケア』（清水智之監修、飛鳥新社、2020年、ISBN 978-4-86410-768-6）
- 『「水と塩」でできる 究極の免疫セルフケア』（清水智之監修、三笠書房〈知的生きかた文庫〉、2024年、ISBN 978-4-8379-8867-0）

## メディア出演
- TBS『キニナル金曜日』
- テレビ朝日『じゃないほうは今!?』
- eo光TV『Another THE SECOND』
- 雑誌：『Hanako WEST』『an・an』『RICHER』『SAVVY』

## 研究
- 関西医療大学にて自律神経研究・心拍変動解析に基づく手技療法研究
- 第18回接骨医学会にて「心臓心拍変動解析と自律神経」に関する研究発表